# Chang Ya-lan
Chang Ya-lan (chinesisch 張雅嵐, Pinyin Zhāng Yălán; * 5. Juni 1984) ist eine taiwanische Badmintonspielerin. 

## Karriere
Chang Ya-lan siegte 2012 im Dameneinzel bei den Auckland International. Im selben Jahr wurde sie Dritte im Mixed bei den Canada Open 2012. Bei den Macau Open 2012 wurde sie Neunte im Dameneinzel.